# Municipio de North Branch (Míchigan)
El municipio de North Branch (en inglés: North Branch Township) es un municipio ubicado en el condado de Lapeer en el estado estadounidense de Míchigan. En el año 2010 tenía una población de 3645 habitantes y una densidad poblacional de 38,68 personas por km².

## Geografía
El municipio de North Branch se encuentra ubicado en las coordenadas 43°11′50″N 83°10′47″O / 43.19722, -83.17972. Según la Oficina del Censo de los Estados Unidos, el municipio tiene una superficie total de 94.23 km², de la cual 93.45 km² corresponden a tierra firme y (0.82%) 0.78 km² es agua.

## Demografía
Según el censo de 2010, había 3645 personas residiendo en el municipio de North Branch. La densidad de población era de 38,68 hab./km². De los 3645 habitantes, el municipio de North Branch estaba compuesto por el 96.87% blancos, el 0.36% eran afroamericanos, el 0.44% eran amerindios, el 0.08% eran asiáticos, el 0.05% eran isleños del Pacífico, el 0.63% eran de otras razas y el 1.56% pertenecían a dos o más razas. Del total de la población el 2.96% eran hispanos o latinos de cualquier raza.